# Pałac Sportu im. Giwiego Kartozii w Tbilisi
Pałac Sportu im. Giwiego Kartozii w Tbilisi (gruz. გივი კარტოზიას სახელობის თბილისის სპორტის სასახლე, trb. Giwi Kartozias sachelobis Tbilisis sportis sasachle) – hala widowiskowo-sportowa w Tbilisi, stolicy Gruzji. Została otwarta w 1961 roku. Może pomieścić 9450 widzów. Swoje spotkania rozgrywają w niej koszykarze Dinama Tbilisi.
Budowa hali rozpoczęła się w 1957 roku, a jej otwarcie miało miejsce w roku 1961. W 2001 roku nadano jej imię Giwiego Kartozii. W 2007 roku obiekt został zmodernizowany. W 2013 roku w odbyły się w nim mistrzostwa Europy w zapasach, a w roku 2017 był on jedną z aren kobiecych mistrzostw Europy w siatkówce.